# ヤン・ナイン・トゥン (1970年生)
ヤン・ナイン・トゥン（ビルマ語: ရန်နိုင်ထွန်း、英: Yan Naing Htun、朝: 얀나잉툰 / 얀 나잉 툰、1970年9月30日 - ）は、在韓ミャンマー人の人権活動家。彼は1990年12月に大韓民国へ移住して、1998年に難民申請した。2021年9月より、ミャンマー民主派の国民統一政府（NUG）韓国代表部特使を務めている。

## 経歴
1970年9月30日、父ウ・ミン・ソー (U Myint Soe) と母ドー・ミャー・イー (Daw Mya Yee) の間にカヤン村で生まれる。
1987年1月、ビルマのネ・ウィン政権と同様に軍人出身の盧泰愚大統領が軍事独裁体制を敷いていた大韓民国で、民主化を求める学生運動家の朴鍾哲が警察から拷問を受けて殺害された。続く4月13日の4・13護憲措置や、先の朴鍾哲殺害に対する抗議活動をしていた学生運動家の李韓烈が自称「治安部隊」の戦闘警察に殺害された事件などが導火線となって、ソウル特別市を中心に韓国各地で6月民主抗争が巻き起こり韓国は軍事独裁体制を民主的に打倒することに成功した。
韓国が民主化を勝ち取った翌年の1988年、ビルマでも学生運動家と自称「治安部隊」の闘争から軍事独裁体制打倒と民主化を求める運動が巻き起こり、8月8日には当時の首都ラングーン（現・ヤンゴン）を中心にビルマ各地で数十万人がゼネストに参加するに至った（8888民主化運動）。
当時ラングーン大学（現・ヤンゴン大学）に在学していたヤン・ナイン・トゥンも、8888民主化運動に合流した学生のうちの一人であった。最初に彼はラングーンで、次いで上ビルマのマンダレーとサガインに拠点を移して偽名を使いながら学生運動に挺身する。しかし前年の韓国とは異なりビルマでは民主化が成らず、1988年9月18日に国軍のソウ・マウン参謀総長が民意や選挙に基かない最高決定機関の国家平和発展評議会（SPDC）を設立する形で国権を奪取した。1989年から1990年にかけて、ヤン・ナイン・トゥンは泰緬国境やヤンゴン地方域タムウェ郡区を行き来しながら活動した。
遂に1990年12月、ヤン・ナイン・トゥンは民主化活動の新しい拠点として3年前に民主化を達成したばかりの韓国を選び、ビルマを離れて韓国へ渡った。1998年、彼は国民民主連盟解放区（NLD-LA）韓国支部を結成して、韓国への政治亡命を申請した。2015年、NLD LAがNLD国際組織委員会韓国（英: NLD International Organizing Committee, Korea）に改組され、ヤン・ナイン・トゥンが副会長に選出される。2016年、同組織委員会会長に就任。
2021年2月1日、ミン・アウン・フライン上級大将率いる国軍がミャンマーでクーデターを敢行してアウンサンスーチー国家最高顧問とウィンミン大統領を含むNLD幹部を一斉に拘束し、選挙による信任を得ていたNLD政権から国権を奪取した。クーデター翌月の3月、ヤン・ナイン・トゥン国民民主連盟（NLD）国際組織委員会韓国支部長と会談した李在明京畿道知事（当時。後の大統領候補）は、「ミャンマーは40年前の5月の光州」であるとの認識を示した上で「逆境を勝ち抜いた大韓民国民主主義のように民衆の意志で真の民主体制に回復されることを願う」と公言し、民主主義国家韓国の知事として自身が反軍政の立場であることを明確にした。
2021年4月16日、国軍の専横に反対する民選議員が集まって国民統一政府（NUG）の結成を宣言。6月8日、ヤン・ナイン・トゥンが参加するミャンマー民主主義ネットワーク（朝: 미얀마 민주주의 네트워크）は、韓国人権都市協議会（朝: 한국인권도시협의회）からミャンマー民主化支援のための義援金1000万ウォンを贈った。
2021年9月、NUGはアジアで初となる代表部を韓国に設置して、NLD国際組織委員会韓国会長のヤン・ナイン・トゥンがNUG韓国代表部特使を兼任することになった。